# Imagerie passive
L'imagerie passive en sismologie est une technique d'imagerie du sous-sol basée sur l'enregistrement et le traitement du bruit de fond sismique. 
Elle a été mise au point au début du XXIe siècle.
Ce traitement permet de simuler les ondes sismiques émises par une source (par exemple un tremblement de terre) à l'emplacement d'un capteur sismique (sismomètre), en l'absence de source. Cela veut dire que l'imagerie passive permet de sonder le sous-sol avec des enregistrements de longue durée du bruit sismique. C'est pourquoi l'imagerie passive est aussi appelé imagerie sans source. 
Une technique équivalente est utilisée depuis les années 1990 pour représenter l'intérieur du soleil, en héliosismologie.